# Zaommoencyrtus submicans
Zaommoencyrtus submicans är en stekelart som beskrevs av Girault 1916. Zaommoencyrtus submicans ingår i släktet Zaommoencyrtus och familjen sköldlussteklar. Inga underarter finns listade i Catalogue of Life.